# Annina mesopotamica
Annina mesopotamica là một loài chân đều trong họ Cirolanidae. Loài này được Ahmed miêu tả khoa học năm 1971.